# Elymotrigia kurtczumica
Elymotrigia kurtczumica är en gräsart som beskrevs av Kotukhov. Elymotrigia kurtczumica ingår i släktet Elymotrigia och familjen gräs. Inga underarter finns listade i Catalogue of Life.